# 곤살레스 전투
곤살레스 전투(Battle of Gonzales)는 1835년 10월 2일 멕시코령 텍사스의 곤살레스 마을에서 열린 텍사스 이주민과 멕시코 군대와의 작은 교전이다. 작은 교전이었지만, 미국 식민지 사람과 멕시코 정부의 대립이 분명하게 나타났다. 이 전투는 텍사스 혁명의 첫 전투가 되었다.

## 배경

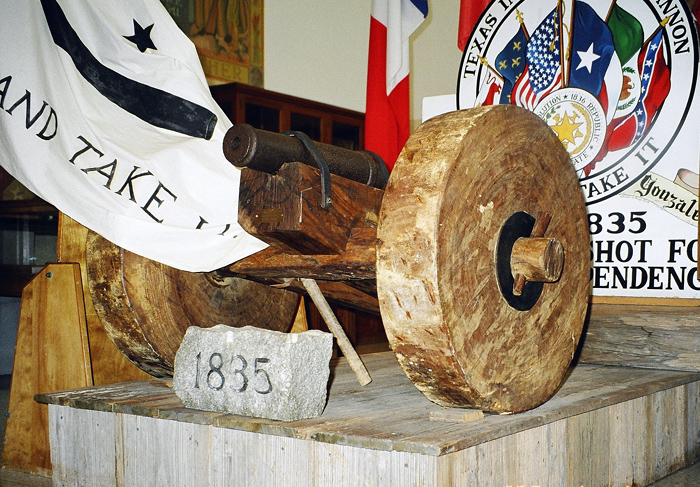
곤살레스 기념박물관의 대포

멕시코 정부의 기획으로 이 전투가 발생했다. 1831년 인디언의 습격을 방비하기 위해 곤살레스의 이주민에게 작은 대포가 지급되었다. 산타 안나의 민병대 무장해제 명령에 따라 그 대포를 멕시코 정부가 회수하려고 했다. 대포의 반환을 둘러싸고 텍시언들이 반환을 거부하자 멕시코령 텍사스의 군지휘관, 도밍고 우가르테체아 대령은 프란시스코 카스타네다가 이끄는 100명의 기마병을 곤살레스에 파견했다. 분견대와는 곤살레스의 치안 판사, 앤드류 폰튼이 대포의 반환을 지시하는 공문을 가지고, 1835년 9월 27일 샌안토니오 데 벡사를 출발했다. 안토니오 로페스 데 산타 안나의 중앙집권정부와 텍사스 이주민 사이의 긴장이 높아지고있다는 것을 깨닫고 있었던 우가르테체아는 가능하다면 무력행사를 자제하도록 카스타네다에게 지시했다.
이틀 후인 9월 29일, 카스타네다와 그의 군대는 곤살레스에서 과달루페 강 서안에 도달했다. 그러나 비가 와서 수위가 높았고, 18명의 텍사스 민병대(후에 "Old Eighteen"라고 함)가 지키고 있었기 때문에 강을 건널 수 없었다. 쟁점이 된 대포는 스페인이 만든 6파운드 (2.7kg) 포로 청동이었지만, 1900년에 쓰여진 역사서에서는 철제라고 기재되어 있었다. 국기 대신 까만 별과 대포, 그리고 "Come and take it"(와서 가져가!)라는 단어를 수놓아 민병대의 깃발로 삼았다.
카스타네다는 폰튼이 공문서를 가지고 전달하러 보냈고, 폰튼은 도시에서 나오고 있다는 것을 알게 되었다. 군은 폰튼이 돌아올 때까지 과달루페 강 서쪽에 대기하게 했다. 전진할 수가 없었기 때문에, 카스타네다와 기마병은 포드에서 300야드 거리에서 야영했다. 그리고 몇 일 동안 카스타네다가 폰튼의 귀가를 기다리고 있을 때, 존 헨리 무어 대령이 이끄는 텍사스군은 근접한 개척지에서 부대를 모았다. 텍시언들이 기습을 준비하고 있는 동안, 카스타네다는 코우샤타 인디언을 통해 텍사스군이 기대한 것 이상 적어도 140명 또는 그 이상이 있다는 것을 알았다. 멕시코군은 도강할 안전한 곳을 찾고 있었다. 밤이 되자 그들은 이전 장소보다 11km 상류에 캠프를 세우기 위해 발걸음을 멈췄다.